# Calonge
Calonge település Spanyolországban, Girona tartományban. Calonge Forallac, Palamós, Castell d'Aro, Platja d'Aro i s'Agaró, Santa Cristina d'Aro és Cruïlles, Monells i Sant Sadurní de l'Heura községekkel határos. Lakosainak száma 12 316 fő (2024).

## Népesség
A település népessége az elmúlt években az alábbi módon változott:
| Lakosok száma | 822  | 3157 | 2656 | 3043 | 4052 | 8757 | 10 637 | 10 541 | 11 092 | 12 316 |
|               | 1717 | 1887 | 1936 | 1960 | 1986 | 2004 | 2009   | 2014   | 2019   | 2024   |